# Eucalyptus deglupta
Bạch đàn cầu vồng (danh pháp hai phần: Eucalyptus deglupta) là một loài cây thường xanh khổng lồ. Nó thuộc loài bạch đàn phân bố tự nhiên kéo dài New Britain, New Guinea, Seram, Sulawesi và Mindanao. Đây là loài bạch đàn duy nhất có phạm vi tự nhiên trải dài khắp khu vực bắc bán cầu. Nó phát triển rất mạnh trong rừng nhiệt đới có nhiều mưa.

## Đặc điểm
Vỏ cây có nhiều màu độc đáo là đặc điểm nổi bật nhất của cây, những màu này trên vỏ cây hoàn toàn tự nhiên. Các mảng vỏ cây ngoài được thay hàng năm tại những thời điểm khác nhau, cho thấy lớp vỏ bên trong có màu xanh lục sáng. Lớp vỏ trong này sau đó tối hơn và lớn lên tạo nên các tông màu xanh dương, tím, cam và sau đó hạt dẻ. Vỏ cây mùa trước lột ra để lộ vỏ cây sáng màu mới bên dưới. Quá trình lột vỏ tạo nên những vệt dọc màu đỏ, cam, xanh lá cây, xanh da trời và xám.
Eucalyptus deglupta là một trong những loài cây cao nhất thế giới. Chúng cao hơn 75 m khi trưởng thành. Thậm chí, cây sinh trưởng ở môi trường thuận lợi có thể cao tới 100 m. Một cây Eucalyptus deglupta có thể có chiều ngang 2 m (6 ft) và độ cao 60 m (200 ft). Sau khi lớp vỏ già rụng xuống sẽ để lộ ra lớp vỏ mới màu xanh lục và dần dần nó sẽ chuyển sang màu xanh lá mạ, vàng cam, tía, tím và nâu. Cũng vì vỏ có nhiều màu sắc nên trong tiếng Đức Eucalyptus deglupta còn có tên là cây cầu vồng (Regenbogenbaum) hay cây bạch đàn cầu vồng trong tiếng Anh (rainbow eucalyptus).

## Sử dụng
Ngày nay, loài cây này được trồng rộng rãi trên toàn thế giới trong những đồn điền cây, chủ yếu là cho nguyên liệu bột giấy được sử dụng trong sản xuất giấy. Đây là loài chiếm ưu thế sử dụng cho trồng rừng nguyên liệu giấy ở Philippines. Vì là loài có màu sắc đặc biệt, nên nhiều người đã mang chúng về trồng trong vườn để làm cảnh. Họ còn lấy gỗ của làm nguyên liệu sản xuất giấy và làm đồ trang trí trong gia đình.

## Trồng trọt

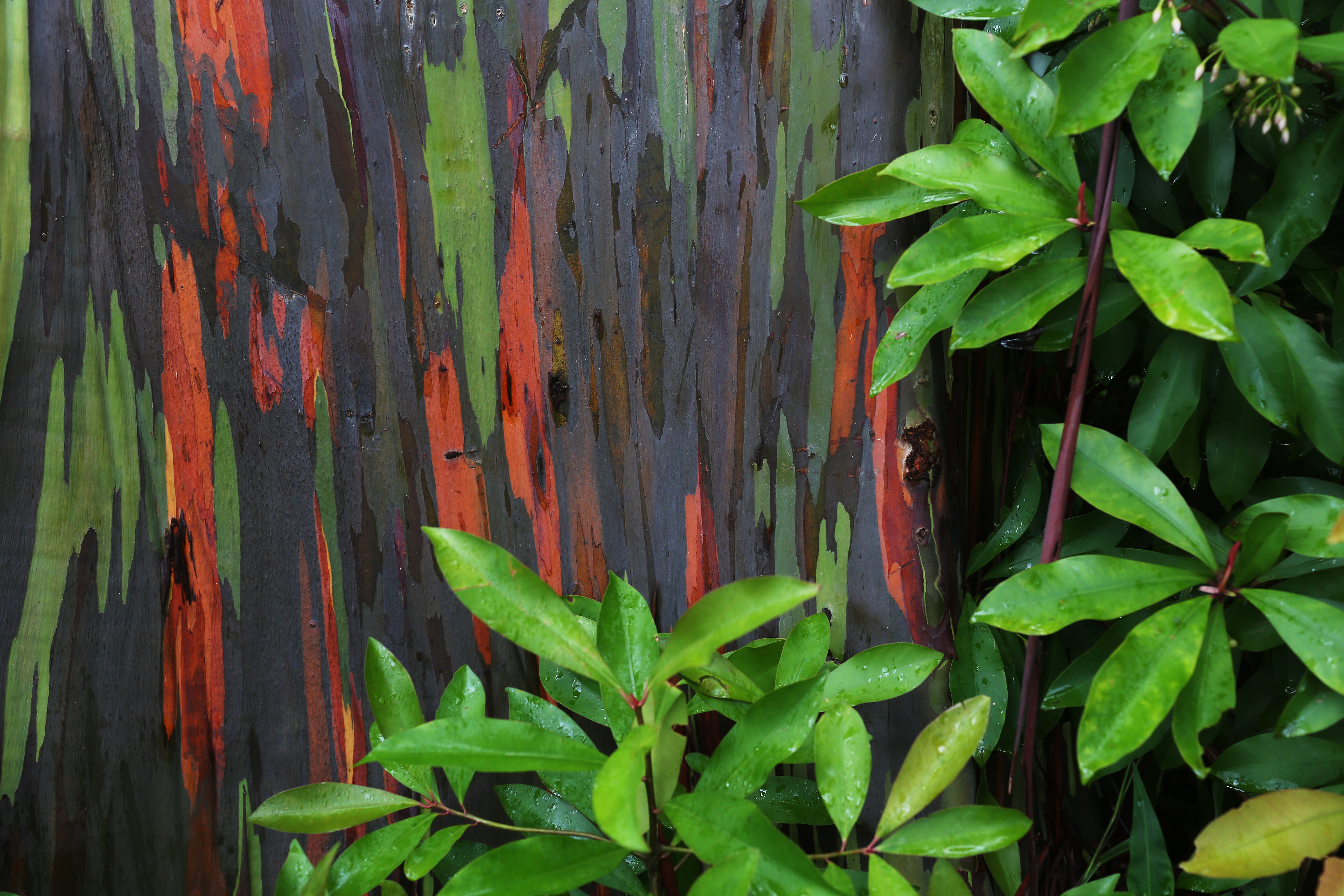
Cây bạch đàn cầu vồng trong một khu rừng tại Maui, Hawaii, Hoa Kỳ.

Eucalyptus deglupta được trồng làm cây cảnh, trồng ở các khu vườn và công viên vùng nhiệt đới và cận nhiệt đới, nhưng không phải là để kháng lại sương mù. Những vệt nhiều màu sặc sỡ bao phủ thân cây là một yếu tố thiết kế phong cảnh đặc trưng. Tại Hoa Kỳ, Eucalyptus deglupta sinh trưởng trong điều kiện thời tiết băng giá ở Hawaii và khu vực phía nam California, Texas và Florida. Nó chỉ phù hợp với những khu vực có mật độ mạnh của Bộ Nông nghiệp Hoa Kỳ từ 10 trở lên.

## Hình ảnh

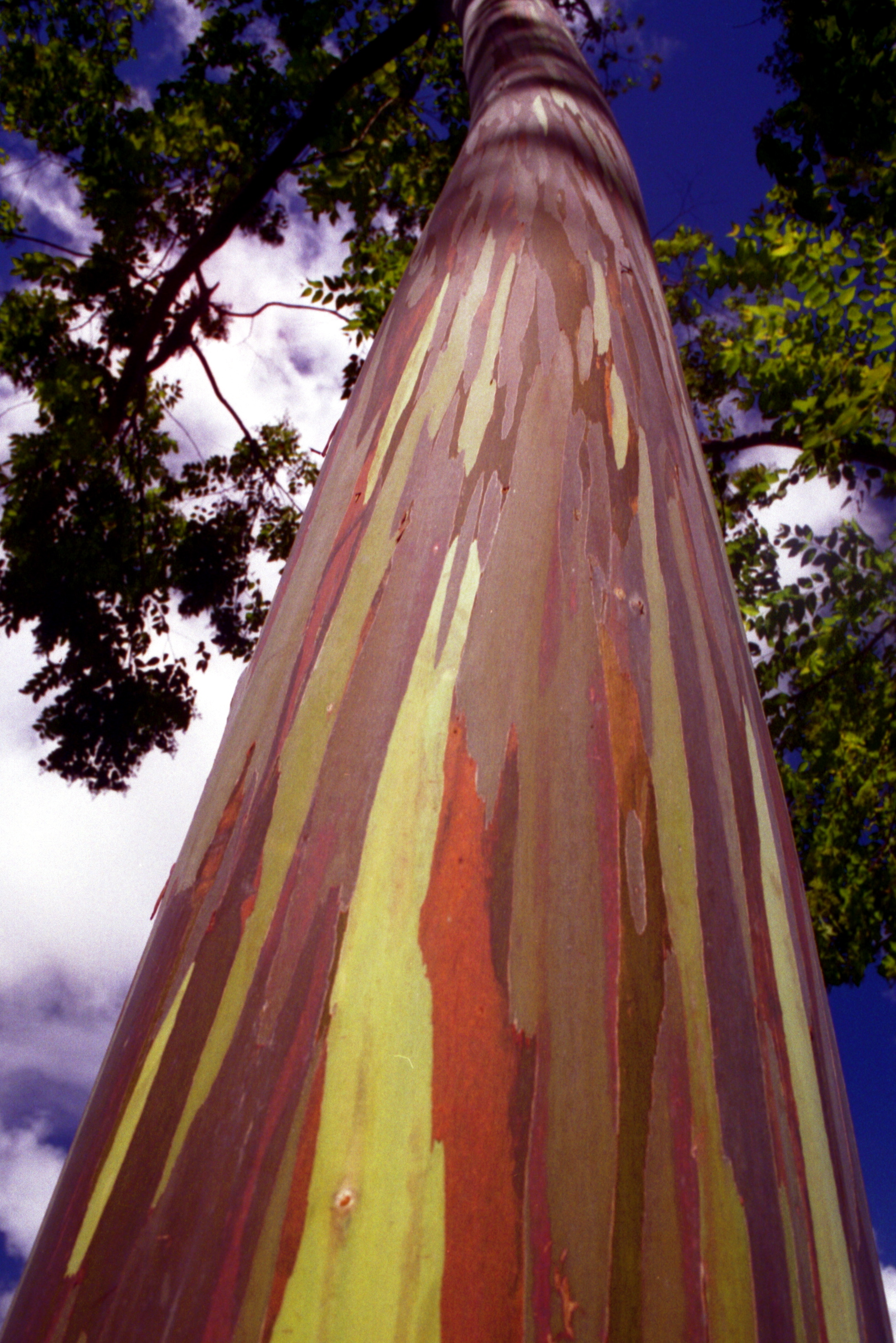
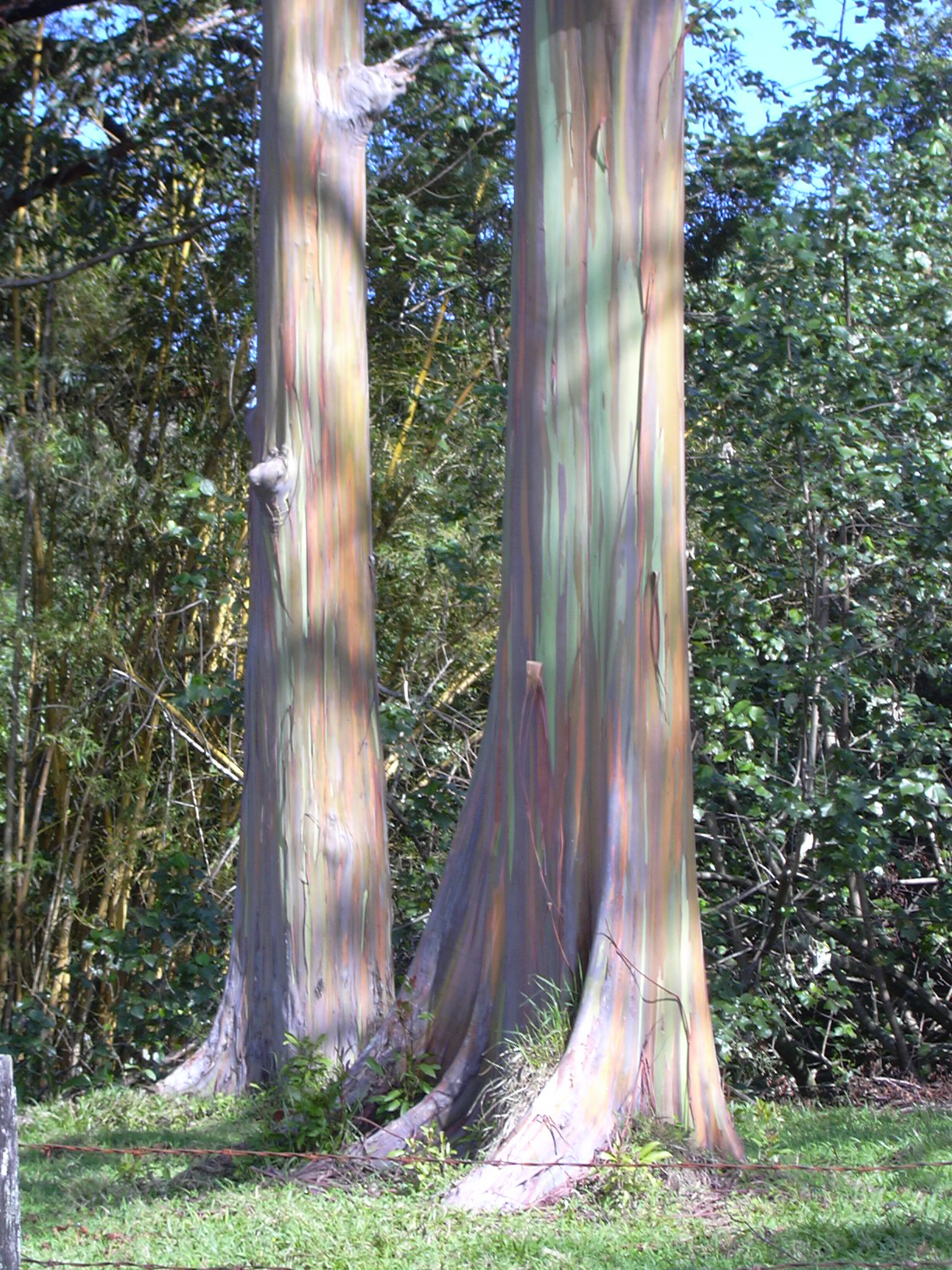
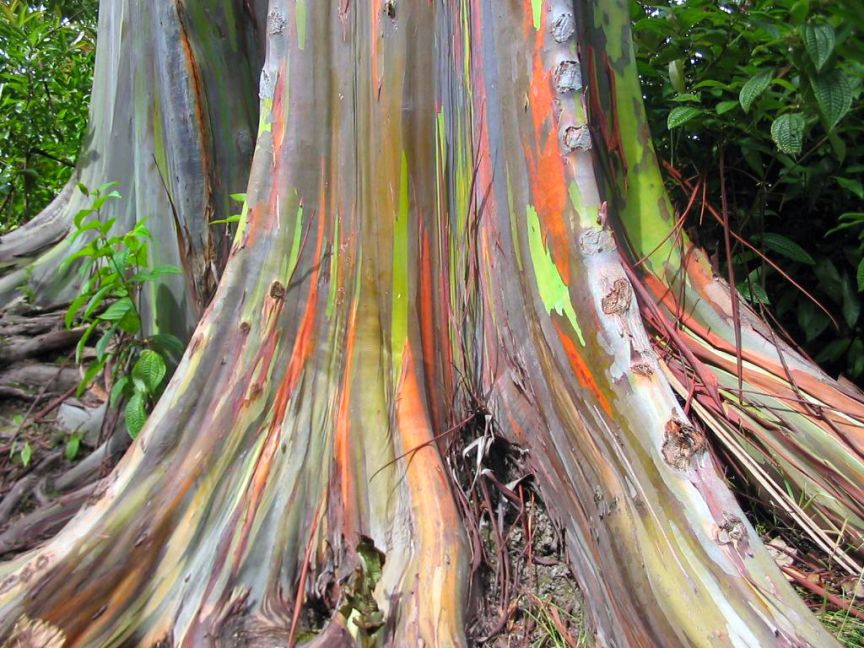
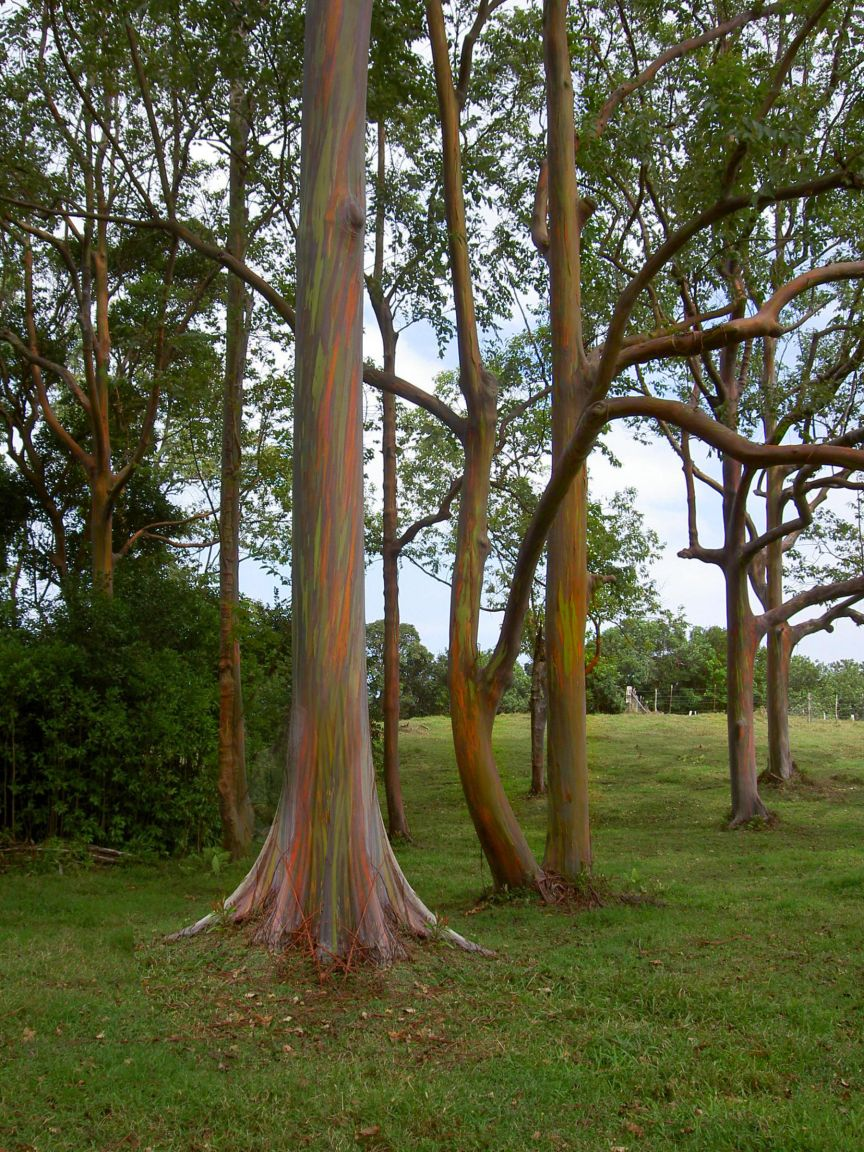